# Менандър (стратег)
Вижте пояснителната страница за други личности с името Менандер.
Менандер (на старогръцки: Μένανδρος, Menandros, † 405 пр.н.е. при Eгоспотами) е от края на 414 пр.н.е. стратег на Атина заедно с друг офицер Евтидем, по времето на Пелопонеската война. Той участва от 415 пр.н.е. в решителните загуби на Атина при обсадата на Сиракуза и през 405 пр.н.е. в битката при Eгоспотами (Aigospotamoi) против Спарта, в която е убит или екзекутиран от Лисандър.